# Giusto Picone
Giusto Picone (Palermo, 1º marzo 1947) è un latinista italiano.

## Biografia
Dal 1986 professore ordinario di Letteratura latina presso la facoltà di Lettere e Filosofia dell'Università degli studi di Palermo, è direttore della rivista Dioniso, annale della Fondazione INDA, e le collane Hermes e Letteratura classica, dell'editore Palumbo. Ha scritto, con E. Romano e F. Gasti, una storia letteraria, Lezioni romane (Loescher, Torino 2003).
Rilevanti i suoi giudizi critici sul teatro senecano, in special modo sul Thyestes, in particolare riguardo al valore del nefas, come atto fondativo del regnum, del potere dispotico.
È direttore di una rivista specialistica on line, "Dionysus ex machina".
Ha scritto su riviste specialistiche studi su Sallustio, Giulio Ossequente, Virgilio, Lucano, sull'esilio in età imperiale, su temi di didattica delle culture classiche. Retorica e teatro latino sono i temi centrali della produzione specialistica. Dopo L'eloquenza di Plinio (Palumbo, Palermo 1978), significativo sul teatro di Seneca  è La fabula e il regno, (Palumbo, Palermo 1984). Occupandosi della traduzione del Thyestes senecano ha lavorato nel 1991 con Walter Pagliaro per la messa in scena dell'opera, per conto dell'INDA, realizzata al teatro greco di Segesta. Nel 2015 è sua la traduzione della Medea senecana, portata sulle scene nell'ambito del 51° ciclo di rappresentazioni classiche di Siracusa, per conto dell'INDA.

## Riconoscimenti
- Per il complesso della sua attività scientifica è vincitore dell'edizione 2011 del Praemium Classicum Clavarense[8].
- È socio nazionale dell'Associazione di Scienze, Lettere e Arti.
- È stato designato dal MIUR quale componente del Comitato Nazionale per il bimillenario della nascita di Lucio Anneo Seneca.
- È membro della Consulta di Studi Latini[9].